# Ka na ta
Ka na ta（かなた）は、日本のデザイナー・加藤哲朗が設立した、ファッションブランド。

## 概要

### 特徴
「身体の為に服を作る、特定のスタイルや立場、個性を強めるようなものは作ってはいけない、ただひたすらに、身体の為に。」
というコンセプトのファッションブランド。

### Ka na ta
Ka na ta というブランド名は平仮名の一字一字が古来から持つ意味に由来しており、Ka「か」は【あなた】、na 「な」は【眼、見ること】、ta 「た」は【時間的空間的方向性】を意味する。
総合して、「Ka na ta」はその平仮名の持つ意味の集合体【あなたが見ている時間的空間的方向性】という意味が込められている。
ブランド名について、「デザイナーの加藤の創作物に対する呼称ではなく、それを纏っている身体と、その身体が対峙しているなにかについての呼称」であるとし、Ka na taというブランドは、「服を作っていますが、服を作っているわけではない」とする。
ファッション雑誌等のメディアに取り上げられることが全く無いため、ブランド知名度は低いが、クラムボンがライブ衣装として着用している他、大橋トリオ、テニスコーツ、青葉市子、Alexandros川上洋平など多くのミュージシャンが着用している。小山田壮平のグッズTシャツのデザインも担当している。奥山由之の写真集『『As the Call, So the Echo』』では、デザイナー加藤の日々の生活や作品の様子がうかがえる。

### doby only
ファッションブランド「Ka na ta」のオフィシャルサイト。美しい身体=doby の肖像を集めたストリートスナップ。
写真に登場する人物は服を着ているが、Ka na taの服であることはほとんどなく、デザイナーの考えたイメージでもない。

## 沿革
創業
2005年11月3日、ファッションブランド「Ka na ta」を立ち上げる。
2009SSコレクション「XL meets XS」にて映像作品を発表。

2010-2011AWコレクション
2010年3月、新宿高島屋にて、ファッションショー・インスタレーションを実施。東京コレクションに参加する。

『透明な透明』
2010年10月、恵比寿にてコレクションを発表。ホナガヨウコ企画とのコラボレーション。
会場では『LOOK BOOK』と書かれた青い冊子が配られた。加藤が書いた短編小説で、その中に登場してくる人物が着ている服が、オーダーできるようになっている。写真も絵も1枚もない、活字だけのコレクションであった。なお、このコレクション後、当時取引のあった全てのセレクトショップとの取引が終了している。
拠点を長野へ
恵比寿でのコレクション後、長野へと拠点を移す。
2013年7月、長野市信州新町にアトリエ設立。

H2X
2013年のコレクションより、「H2X」と名付けた水のシリーズを始める。

Ka na ta Tokyo
東京・渋谷区富ヶ谷の住宅街に、初の直営店をオープンする。オープン当初は住所非公開・予約制のお店だった。「わざわざ問い合わせをしてまでお店に来てくれるお客様が落ち着いて身体と向き合えるように」という思いで、お店を作った。
現在は住所は公開され、予約なしで訪れることができる。

Xity
2013年11月、新宿三丁目・どん底にて、ショー「Xity」を実施。演出を飴屋法水、音響をzakが担当し、キャストにsaya（tenniscoats）/木下美沙都/山川冬樹/meriiなど。
なお、この時の飴屋との出会いをきっかけに、「どちらかというと、身体だけに僕の眼を向けるだけで精一杯だった7年間だったのに、飴屋さんと会って、人間について」考えるようになったと述べている。

SHOW
2014年12月、西日暮里のスポーツクラブNASにて、「SHOW by Ka na ta」を実施。モデルが服を着たままプールに飛び込んでいくという演出がなされた。
ショーについて加藤は「僕は一心に、なんとかあの駐車場の光景（ショー「Xity」）を、それに近いなにかを、見たいと思っていた。それは演出できることではないと分かっていた、身体が人間が、そういう状態になるように、なったらいいな、と、思っていた」と述べている。

Ka na ta kichimu
2015年、東京・吉祥寺の、カフェ・キチムの隣にある小部屋にて、2号店をオープンする。
店員がおらず接客のない中、試着だけができるお店。その場では服を買うこともできない。
なお、2017年2月に、閉店している。

Ka na ta Nagano
2016年5月、長野市信州新町の限界集落・信級に3号店をオープンする。
なお、2018年9月の加藤のツイートでは、2019年春に移店し、かなた旅館としてオープンする予定。
きゅう
2016年、東京・吉祥寺の、カフェ・キチムにて、かなたのえんげき『きゅう』を実施。
脚本演出を加藤が務め、出演に池田大/Lee Shin/高田静流/吉田カルロス/おかっぺ、など。

Not by Ka na ta
2018年5月よりはじまった、新しいレーベル。
「NOT by Ka na ta が、どんなレーベルなのかは、2006年から2017年の間に発表した服の中から、この服は時代を超えて、身体にとって有益なものだろうと思う服の要素をベースに、何度も修正を重ねて作り直していく服達になります。簡単に言えば、僕がKa na taのマスターピースだと考えている服をその時代、その時代の気づきをベースに生きている間にずっと作り変えていく服になります。」

## デザイナー
加藤 哲朗(かとう てつろう、男性、1984年1月28日 - )は、日本のファッションデザイナーで、ファッションブランド「Ka na ta」の創始者。
早稲田大学在学中に、独学で服作りを学ぶ。
早稲田大学3年生の頃、六本木ヒルズ47階のホールでショーを実施。
ファッションデザインのほか、エッセイの執筆なども行う。

## 店舗

### 直営店
- Ka na ta Tokyo 東京都渋谷区富ヶ谷2丁目12−7 B1F

### WEB
- UMI MIZU AME KAWA CHI KUMO NAMIDA NAMIDA Kanata
- NOT by Ka na ta